# Campionat d'Espanya de llebrers en pista
El Campionat d'Espanya de llebrers en pista va ser una competició de llebrers disputada a Espanya entre 1931 i 2005 en un recinte a l'ús, el Canòdrom. Ho organitzava la Federació Espanyola de Llebrers.
En la modalitat en pista els animals recorren un circuit ovalat tot perseguint una llebre artificial fins a arribar a la meta. La llebre, que corre per un carril electrificat, va sempre per davant d'ells i mai no poden atrapar-la. El primer a arribar és el guanyador de la cursa.

## Història
Tot i que les curses de llebrers són molt populars en molts països del món i a Espanya manté força vitalitat la disputa de proves en camp obert (inclòs el seu Campionat d'Espanya corresponent), la competició en pista pràcticament ha desaparegut.
La competició de llebrers va arribar a Espanya a finals dels anys 20, procedent de les Illes Britàniques. El primer campionat es va celebrar aïlladament en 1931, però la prohibició de les apostes esportives el 1932 pel govern republicà va tallar de soca-rel l'organització de curses d'aquest tipus, fonamentades en gran manera en les apostes. Tot i que es van permetre les apostes novament en 1934, el campionat oficial no es va reprendre fins passada la Guerra Civil espanyola.
Després de diverses dècades d'esplendor, especialment entre els anys 60 i els 80, l'afició va decaure enormement. Amb això va sobrevenir la clausura successiva dels principals canòdroms del país.
Després de la clausura de l'últim canòdrom d'importància (el Canòdrom Meridiana de Barcelona, el 2006) per falta d'afició, el Campionat d'Espanya es va deixar d'organitzar-fins a la data d'avui. Actualment no queda cap canòdrom en actiu i l'esport està virtualment extingit.

## Edicions
S'han disputat un total de 65 edicions. El campionat es va disputar per primera vegada el 1931 i a partir de 1940 es va celebrar amb regularitat durant més de cinc dècades, amb un creixement constant en llebrers i canòdroms participants a partir de la dècada dels anys 60 i un procés invers en els anys 80 a mesura que l'afició perdia seguidors.
Entre 1994 i 1996 es va deixar d'organitzar per desavinences entre la Federació i els canòdroms que encara seguien en actiu. Tot i refer-se en 1997 l'esport va seguir llanguint per falta de públic i de rendibilitat econòmica, fins a la cancel·lació definitiva en 2005.
Excepte en la primera edició, els llebrers competien adscrits a equips formats pels canòdroms en què els gossos corrien habitualment durant la temporada. Es disputaven eliminatòries successives i el nombre variava en funció del nombre total de llebrers i canòdroms participants.
| Ed.                          | Anys | Pista                                       | Equips | Guanyador                          |
| ---------------------------- | ---- | ------------------------------------------- | --- | ---------------------------------- |
| 1a                           | 1931 | Stadium Metropolitano, Madrid               | Es va disputar per propietaris, no per equips | Handy Ben (George Gray)            |
| 1932-1939. No es va disputar |      |                                             | |                                    |
| 2a                           | 1940 | Canòdrom Parc Sol de Baix, Barcelona        | Balear, Campo de España, Parc Sol de Baix, Sevilla, Tenerife | Costa Rica II (Campo de España)    |
| 3a                           | 1941 | Canòdrom Barcelona, Barcelona               | Balear, Canòdrom Barcelona, Parc Sol de Baix, Sevilla | Ben-Ha-Mi (Canòdrom Barcelona)     |
| 4a                           | 1942 | Canòdrom Campo de España, Las Palmas        | Balear, Campo de España, Canòdrom Barcelona | Antillana (Canòdrom Barcelona)     |
| 5a                           | 1943 | Canòdrom Balear, Palma                      | Balear, Canòdrom Barcelona, Parc Sol de Baix, Campo de España, Tenerife                                                                                          | Pitillo (Canòdrom Barcelona)       |
| 6a                           | 1944 | Stadium Metropolitano, Madrid               | Balear, Campo de España, Canòdrom Barcelona, Parc Sol de Baix, Metropolitano, Tenerife                                                                           | Linda Asturiana (Metropolitano)    |
| 7a                           | 1945 | Stadium Metropolitano, Madrid               | Balear, Barcelona, Campo de España, Metropolitano, Tenerife | Chaval (Metropolitano)             |
| 8a                           | 1946 | Canòdrom de Santa Cruz de Tenerife          | Balear, Campo de España, Canòdrom Barcelona, Metropolitano, Tenerife                                                                                             | Tizona II (Canòdrom Barcelona)     |
| 9a                           | 1947 | Stadium Metropolitano, Madrid               | Avenida (València), Balear, Barcelona, Campo de España, Metropolitano, Tenerife                                                                                  | Lamparilla II (Balear)             |
| 10a                          | 1948 | Canòdrom Campo de España, Las Palmas        | Avenida (València), Balear, Campo de España, Parc Sol de Baix, Metropolitano, Tenerife                                                                           | Lindo Canelo (Campo de España)     |
| 11a                          | 1949 | Canòdrom Parc Sol de Baix, Barcelona        | Avenida (València), Balear, Campo de España, Parc Sol de Baix, Metropolitano                                                                                     | Destino II (Parc Sol de Baix)      |
| 12a                          | 1950 | Stadium Metropolitano, Madrid               | Avenida (València), Balear, Campo de España, Metropolitano | Columbiana (Balear)                |
| 13a                          | 1951 | Canòdrom Balear, Palma                      | Avenida (València), Balear, Campo de España | Columbiana (Campo de España)       |
| 14a                          | 1952 | Canòdrom Campo de España, Las Palmas        | Avenida (València), Balear, Campo de España | Genio (Avenida)                    |
| 15a                          | 1953 | Canòdrom Pavelló de l'Esport, Barcelona     | Avenida (València), Balear, Campo de España, Pavelló | Chusquela (Pavelló)                |
| 16a                          | 1954 | Canòdrom Campo de España, Las Palmas        | Balear, Campo de España, Pavelló | Pitillera II (Campo de España)     |
| 17a                          | 1955 | Canòdrom Las Mestas, Xixon                  | Balear, Campo de España, Loreto, Madrid, Las Mestas (Xixon), Pavelló                                                                                             | Traficante (Loreto)                |
| 18a                          | 1956 | Canòdrom Balear, Palma                      | Balear, Loreto, Madrid, El Matacán (Lleó), Campo de España, Pavelló                                                                                              | Granadero (Loreto)                 |
| 19a                          | 1957 | Canòdrom Loreto, Barcelona                  | Balear, Loreto, Madrid, El Matacán (Lleó), Campo de España, Pavelló                                                                                              | Desdémona II (Pavelló)             |
| 20a                          | 1958 | Canòdrom Pavelló de l'Esport, Barcelona     | Balear, Loreto, Madrid, Campo de España, Pavelló | Numa (Pavelló)                     |
| 21a                          | 1959 | Canòdrom Loreto, Barcelona                  | Balear, Loreto, Madrid, Campo de España, Pavelló | Teca (Pavelló)                     |
| 22a                          | 1960 | Canòdrom Campo de España, Las Palmas        | Balear, Campo de España, Loreto, Madrid, Pavelló | Ágora (Campo de España)            |
| 23a                          | 1961 | Canódromo Madrileño, Madrid                 | Avenida (València), Balear, Campo de España, Loreto, Madrileño, Pavelló                                                                                          | Lejanía (Loreto)                   |
| 24a                          | 1962 | Canódromo Madrileño, Madrid                 | Avenida (València), Balear, Campo de España, Loreto, Madrileño, Pavelló                                                                                          | Pino Hermoso (Madrileño)           |
| 25a                          | 1963 | Canódromo Madrileño, Madrid                 | Avenida (Barcelona), Avenida (València), Balear, Campo de España, Madrileño, Pavelló                                                                             | Nestal (Avenida B.)                |
| 26a                          | 1964 | Canódromo Madrileño, Madrid                 | Avenida (Barcelona), Avenida (València), Balear, Campo de España, Madrileño, Meridiana, Pavelló                                                                  | Delator (Madrileño)                |
| 27a                          | 1965 | Canòdrom Meridiana, Barcelona               | Avenida (Barcelona), Avenida (València), Balear, Campo de España, Madrileño, Meridiana, Pavelló                                                                  | Descalabro (Madrileño)             |
| 28a                          | 1966 | Canódromo Nuevo Campo de España, Las Palmas | Avenida (Barcelona), Avenida (Málaga), Avenida (València), Balear, Campo de España, Madrileño, Meridiana, Pavelló                                                | Desaborido (Avenida B.)            |
| 29a                          | 1967 | Canòdrom Meridiana, Barcelona               | Avenida (Barcelona), Avenida (Málaga), Avenida (València), Balear, Madrileño, Meridiana, Nuevo Campo de España, Pavelló                                          | Delator (Madrileño)                |
| 30a                          | 1968 | Canódromo Madrileño, Madrid                 | Avenida (Barcelona), Avenida (Málaga), Avenida (València), Balear, Madrileño, Meridiana, Nuevo Campo de España, Pavelló                                          | Hidalga (Madrileño)                |
| 31a                          | 1969 | Canòdrom Meridiana, Barcelona               | Avenida (Barcelona), Avenida (Málaga), Avenida (València), Balear, Madrileño, Meridiana, Nuevo Campo de España, Pavelló                                          | Polaris II (Nuevo Campo de España) |
| 32a                          | 1970 | Canódromo Nuevo Campo de España, Las Palmas | Avenida (Barcelona), Avenida (València), Balear, Madrileño, Meridiana, Nuevo Campo de España, Pavelló, Sevilla                                                   | Tínez (Nuevo Campo de España)      |
| 33a                          | 1971 | Canòdrom Balear, Palma                      | Avenida (Barcelona), Avenida (València), Balear, Madrileño, Meridiana, Nuevo Campo de España, Pavelló, Sevilla                                                   | Edurne (Avenida B.)                |
| 34a                          | 1972 | Canódromo Madrileño, Madrid                 | Avenida (Barcelona), Avenida (València), Balear, Madrileño, Meridiana, Nuevo Campo de España, Pavelló, Sevilla, Túria                                            | Najera (Madrileño)                 |
| 35a                          | 1973 | Canòdrom Meridiana, Barcelona               | Avenida (Barcelona), Avenida (València), Badalona, Balear, Madrileño, Meridiana, Nuevo Campo de España, Pavelló, Sevilla, Túria                                  | Cale IX (Sevilla)                  |
| 36a                          | 1974 | Canòdrom Túria, Massanassa                  | Avenida (Barcelona), Avenida (València), Badalona, Balear, Madrileño, Meridiana, Nuevo Campo de España, Pavelló, Sevilla, Túria                                  | Definitivo (Madrileño)             |
| 37a                          | 1975 | Canòdrom de Badalona                        | Avenida (Barcelona), Avenida (València), Badalona, Balear, Madrileño, Meridiana, Nuevo Campo de España, Oviedo, Pavelló, Sevilla, Túria                          | Gandarina (Madrileño)              |
| 38a                          | 1976 | Canódromo de Oviedo                         | Avenida (Barcelona), Avenida (València), Badalona, Balear, Madrileño, Meridiana, Nuevo Campo de España, Oviedo, Pavelló, Sevilla, Túria, Saragossa               | Paraná (Oviedo)                    |
| 39a                          | 1977 | Canódromo Madrileño, Madrid                 | Avenida (Barcelona), Avenida (València), Badalona, Balear, Creu Coberta, Madrileño, Meridiana, Nuevo Campo de España, Oviedo, Pavelló, Sevilla, Túria, Saragossa | Guayaquil (Meridiana)              |
| 40a                          | 1978 | Canòdrom Túria, Massanassa                  | Avenida (Barcelona), Avenida (València), Badalona, Balear, Creu Coberta, Madrileño, Meridiana, Nuevo Campo de España, Oviedo, Pavelló, Sevilla, Túria, Saragossa | Dasma (Meridiana)                  |
| 41a                          | 1979 | Canòdrom Diagonal, Barcelona                | Avenida (València), Badalona, Balear, Creu Coberta, Diagonal, Xixon, Madrileño, Meridiana, Nuevo Campo de España, Oviedo, Pavelló, Túria, Vallisoletano          | Canillejas (Badalona)              |
| 42a                          | 1980 | Canòdrom Balear, Palma                      | Avenida (València), Badalona, Balear, Canillejas, Creu Coberta, Diagonal, Gran Canaria, Madrileño, Meridiana, Nuevo Campo de España, Oviedo, Pavelló             | Algecireño (Oviedo)                |
| 43a                          | 1981 | Canódromo Gran Canaria, Las Palmas          | Badalona, Balear, Canillejas, Creu Coberta, Diagonal, Gran Canaria, Madrileño, Meridiana, Nuevo Campo de España, Pavelló                                         | Polvoranca (Madrileño)             |
| 44a                          | 1982 | Canódromo de Canillejas, Madrid             | Badalona, Balear, Canillejas, Creu Coberta, Diagonal, Gran Canaria, Madrileño, Meridiana, Nuevo Campo de España, Pavelló, Túria                                  | Emir (Meridiana)                   |
| 45a                          | 1983 | Canódromo Madrileño, Madrid                 | Badalona, Balear, Canillejas, Creu Coberta, Diagonal, Gran Canaria, Madrileño, Meridiana, Nuevo Campo de España, Pavelló                                         | Almirante (Meridiana)              |
| 46a                          | 1984 | Canòdrom Meridiana, Barcelona               | Badalona, Balear, Creu Coberta, Diagonal, Madrileño, Meridiana, Nuevo Campo de España, Pavelló                                                                   | Fauna (Nuevo Campo de España)      |
| 47a                          | 1985 | Canódromo Madrileño, Madrid                 | Badalona, Balear, Canillejas, Creu Coberta, Madrileño, Meridiana, Nuevo Campo de España, Pavelló                                                                 | El Puerto (Madrileño)              |
| 48a                          | 1986 | Canòdrom Creu Coberta, València             | Badalona, Balear, Canillejas, Creu Coberta, Madrileño, Meridiana, Pavelló                                                                                        | Furia Negra (Madrileño)            |
| 49a                          | 1987 | Canódromo Madrileño, Madrid                 | Badalona, Balear, Canillejas, Creu Coberta, Madrileño, Meridiana, Pavelló                                                                                        | La Rociera (Madrileño)             |
| 50a                          | 1988 | Canòdrom Creu Coberta, València             | Balear, Creu Coberta, Meridiana, Nuevo Campo de España, Pavelló                                                                                                  | Rayo de Plata (Creu Coberta)       |
| 51a                          | 1989 | Canòdrom Balear, Palma                      | Balear, Creu Coberta, Meridiana, Pavelló | Gran Azor (Pavelló)                |
| 52a                          | 1990 | Canòdrom Creu Coberta, València             | Balear, Creu Coberta, Meridiana, Pavelló | Palisandro (Creu Coberta)          |
| 53a                          | 1991 | Canòdrom Balear, Palma                      | Balear, Creu Coberta, Meridiana, Pavelló | Johnny Walker (Balear)             |
| 54a                          | 1992 | Canòdrom Creu Coberta, València             | Balear, Creu Coberta, Meridiana, Pavelló | Topacio III (Meridiana)            |
| 55a                          | 1993 | Canòdrom Meridiana, Barcelona               | Balear, Creu Coberta, Meridiana, Pavelló | Sóc Diferent (Meridiana)           |
| 56a                          | 1994 | Canòdrom Creu Coberta, València             | Balear, Creu Coberta, Meridiana, Pavelló | No es va disputar                  |
| 1995-1996. No es va disputar |      |                                             | |                                    |
| 57a                          | 1997 | Canòdrom Meridiana, Barcelona               | Meridiana, Pavelló | Novedad (Pavelló)                  |
| 58a                          | 1998 | Canòdrom Pavelló de l'Esport, Barcelona     | Meridiana, Pavelló | Samai (Meridiana)                  |
| 59a                          | 1999 | Canòdrom Meridiana, Barcelona               | Meridiana | Cachondo (Meridiana)               |
| 60a                          | 2000 | Canòdrom Meridiana, Barcelona               | Meridiana | Mirona (Meridiana)                 |
| 61a                          | 2001 | Canòdrom Meridiana, Barcelona               | Meridiana | Mortadelo (Meridiana)              |
| 62a                          | 2002 | Canòdrom Meridiana, Barcelona               | Meridiana | Ardilla Lista (Meridiana)          |
| 63a                          | 2003 | Canòdrom Meridiana, Barcelona               | Meridiana | Kiowa (Meridiana)                  |
| 64a                          | 2004 | Canòdrom Meridiana, Barcelona               | Meridiana | Drinky (Meridiana)                 |
| 65a                          | 2005 | Canòdrom Meridiana, Barcelona               | Meridiana | Drinky (Meridiana)                 |
| Des de 2006 no es disputa    |      |                                             | |                                    |

## Seus per edicions organitzades
Els canòdroms organitzadors del Campionat d'Espanya per nombre d'edicions foren els següents:
| Canòdrom                                    | Núm. | Edicions                                                                           |
| ------------------------------------------- | ---- | ---------------------------------------------------------------------------------- |
| Canòdrom Meridiana, Barcelona               | 14   | 1965, 1967, 1969, 1973, 1984, 1993, 1997, 1999, 2000, 2001, 2002, 2003, 2004, 2005 |
| Canódromo Madrileño, Madrid                 | 10   | 1961, 1962, 1963, 1964, 1968, 1972, 1977, 1983, 1985, 1987                         |
| Canòdrom Balear, Palma                      | 7    | 1943, 1951, 1956, 1971, 1980, 1989, 1991                                           |
| Stadium Metropolitano, Madrid               | 5    | 1931, 1944, 1945, 1947, 1950                                                       |
| Canódromo Campo de España, Las Palmas       | 5    | 1942, 1948, 1952, 1954, 1960                                                       |
| Canòdrom Creu Coberta, València             | 5    | 1986, 1988, 1990, 1992, 1994                                                       |
| Canòdrom Pavelló de l'Esport, Barcelona     | 3    | 1953, 1958, 1998                                                                   |
| Canòdrom Parc Sol de Baix, Barcelona        | 2    | 1940, 1949                                                                         |
| Canòdrom Loreto, Barcelona                  | 2    | 1957, 1959                                                                         |
| Canódromo Nuevo Campo de España, Las Palmas | 2    | 1966, 1970                                                                         |
| Canòdrom Túria, Massanassa                  | 2    | 1974, 1978                                                                         |
| Canòdrom Barcelona, Barcelona               | 1    | 1941                                                                               |
| Canódromo de Santa Cruz de Tenerife         | 1    | 1946                                                                               |
| Canódromo Las Mestas, Xixon                 | 1    | 1955                                                                               |
| Canòdrom de Badalona                        | 1    | 1975                                                                               |
| Canódromo de Oviedo                         | 1    | 1976                                                                               |
| Canòdrom Diagonal, Barcelona                | 1    | 1979                                                                               |
| Canódromo Gran Canaria, Las Palmas          | 1    | 1981                                                                               |
| Canódromo de Canillejas, Madrid             | 1    | 1982                                                                               |